# Ennio Mattarelli
Ennio Mattarelli, född 5 augusti 1928 i Bologna, är en italiensk före detta sportskytt.
Mattarelli blev olympisk guldmedaljör i trap vid sommarspelen 1964 i Tokyo.